# François Dompierre

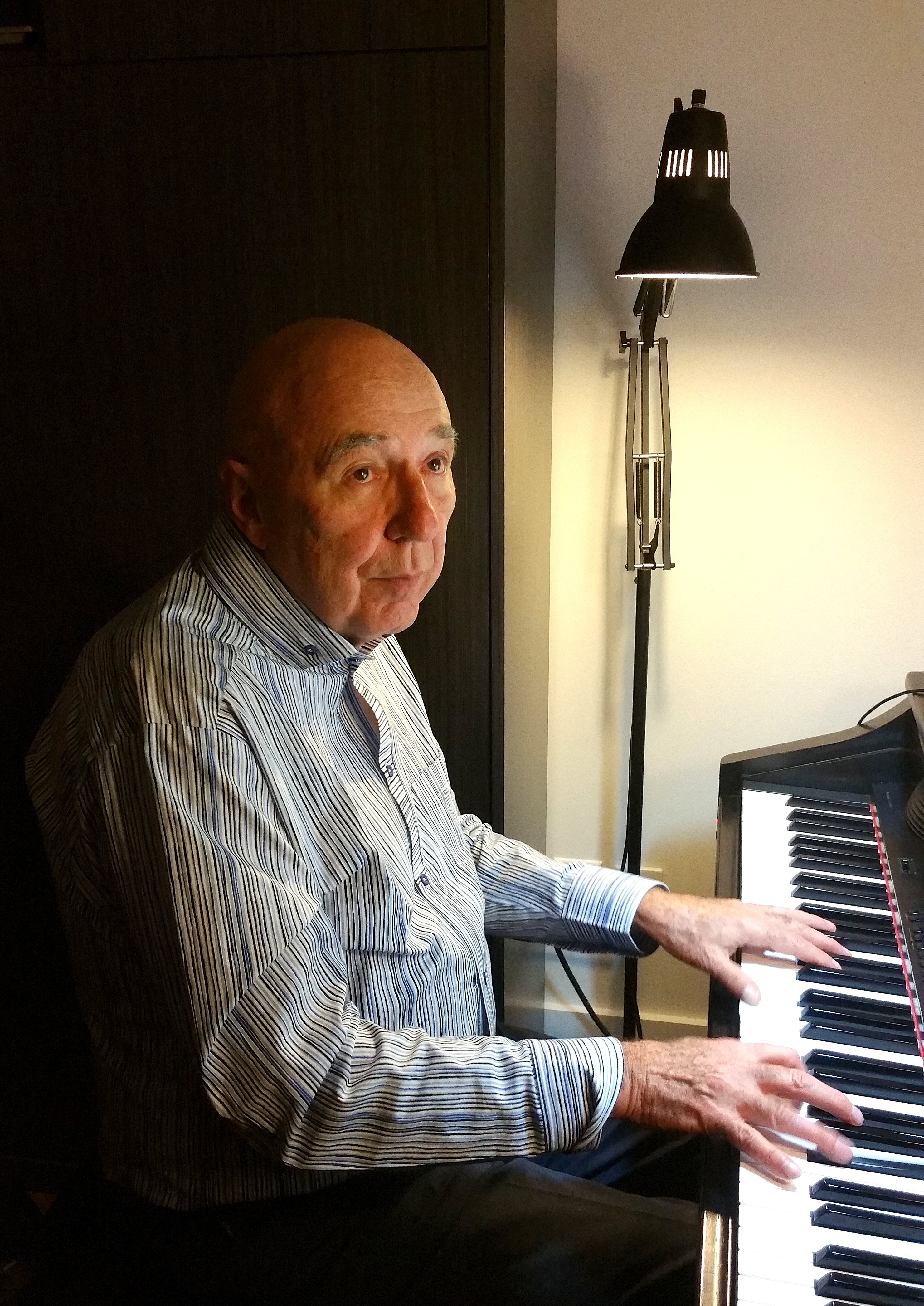
François Dompierre (2018)

Joseph Eugène Frédéric François Dompierre (* 1. Juli 1943 in Ottawa) ist ein kanadischer Komponist.

## Leben und Wirken
Dompierre hatte in Ottawa Klavierunterricht bei Hélène Landry und Noëlla Vaillancourt und Orgelunterricht bei Paul Larose. Von 1959 bis 1964 studierte er am Conservatoire de musique du Québec bei Françoise Aubut, Clermont Pépin und Irving Heller.
Zunächst wurde Dompierre als Singer-Songwriter bekannt. Nach einem Auftritt beim Fernsehsender CFTM entstand 1963 die LP François Dompierre. Seine Lieder wurden u. a. von Julie Arel, Pierre Calvé, Christine Charbonneau, Renée Claude, Emmanuëlle, Louise Forestier, Claude Gauthier, Pauline Julien, Félix Leclerc und Monique Leyrac gesungen. 1965 komponierte und produzierte er mit Stéphane Venne das Album Il y eut un jour. 1969 entstand nach einem Libretto von Michel Tremblay die musikalische Komödie Demain matin, Montréal m'attend.
1974 wurde seine Sonate für Ondes Martenot und Klavier von Sylvette Allard und Théodore Parasquive uraufgeführt und aufgenommen. Seit 1975 arbeitete er mit Félix Leclerc zusammen, für den er die Instrumentation von drei Alben schrieb.
Nach einem Studienaufenthalt 1976–1977 in Paris komponierte er für Claude Garden Harmonica Flash für Mundharmonika und Orchester. 1978 dirigierte er bei einer Fernsehsendung der CBC mit dem Orchestre symphonique de Montréal und den Solisten Édith Boivin-Béluse (Klavier), Jean-Marie Benoît (Gitarre), Michel Donato (Bassgitarre), André Proulx (Violine) und Richard Provençal (Schlagzeug) die Uraufführung seines Concerto in A. Beide Werke wurden 1979 mit gleicher Besetzung unter dem Dirigenten Charles Dutoit bei der Deutschen Grammophon aufgenommen.
Mit dem Album Hors d'oeuvres gewann Dompierre 1982 einen Félix Award für Instrumentalmusik. Bei der Expo 86 in Vancouver wurde sein Konzert für Violine und Orchester von Angèle Dubeau uraufgeführt. Auch die Musik zum Feuerwerk anlässlich des 350. Jahrestages der Gründung Montreals wurde von ihm komponiert.
Außerdem schrieb Dompierre eine große Anzahl von Filmmusiken.

## Diskografie
Alben
- 1964: François Dompierre
- 1964: Noël de nos chansonniers
- 1965: Danses carrées du Québec
- 1966: Chansonniers du Canada
- 1967: Intimité
- 1970: Demain matin Montréal m’attend !
- 1971: IXE-13
- 1972: Tiens-toi bien après les oreilles à papa
- 1974: Dompierre (CA: Gold)[2]
- 1979: Concerto pour piano et orchestre
- 1981: Hors-d’oeuvres
- 1982: Domaine Forget, Opus 1
- 1985: Le matou
- 1988: Les portes tournantes
- 1988: Je m’amusique
- 1989: Les jardins intérieurs
- 1990: Jésus de Montréal
- 1991: François Dompierre
- 1991: Je m’amusique en voyage
- 1994: Mon amie Max
- 2002: L’odyssée d’Alice Tremblay
- 2007: Flash-back